# Жузагаш
Жузагаш (каз. Жүзағаш) — станция в Аягозском районе Абайской области Казахстана. Входит в состав Тарлаулинского сельского округа. Код КАТО — 633485400.

## Население
В 1999 году население станции составляло 95 человек (44 мужчины и 51 женщина). По данным переписи 2009 года, в населённом пункте проживали 62 человека (29 мужчин и 33 женщины).